# Rasiglia
Rasiglia is een plaats (frazione) in de Italiaanse gemeente Foligno.